# Laxton (Nottinghamshire)
Laxton – wieś w Anglii, w hrabstwie Nottinghamshire, w dystrykcie Newark and Sherwood. Leży 31 km na północny wschód od miasta Nottingham i 196 km na północ od Londynu.